# Albé
Albé je občina v departmaju Bas-Rhin francoske regije Alzacija.
Leta 2008 je v občini živelo 476 oseb oz. 44 oseb/km².
Pred letom 1918 se je kraj imenoval Erlenbach.